# Воды Клайда
«Воды Клайда» или «Вилли и Маргарита» (англ. Clyde's Water, также англ. The Mother's Malison; Child 216, Roud 91) — шотландская народная баллада. Наиболее ранняя её запись относится к 1800 году. Фрэнсис Джеймс Чайлд в своём собрании приводит три варианта баллады, один из которых основан на записи Питера Бьюкена. Сюжет произведения во многом совпадает с событиями другой баллады из собрания Чайлда, «Прекрасная Анни из Лох-Роян» (англ. The Lass of Roch Royal; Child 76), за исключением того, что там трудный путь к любимому человеку совершает не юноша, а девушка.

## Сюжет
Поздним вечером Вилли собирается ехать к своей возлюбленной Маргарет (Маргарите). Мать пытается отговорить его, обращая внимание на плохую погоду, но юноша не оставляет своих намерений. Тогда та предвещает, что материнское проклятье настигнет Вилли в водах Клайда, если тот решится поехать. Оседлав коня, он отправляется в путь и с большим трудом переправляется через бурлящую и стремительную реку. Приехав к дому Маргарет, Вилли долго стучится до тех пор, пока мать девушки, выдавая себя за неё, не отваживает его под различными предлогами. Чувствуя нависшую беду, Вилли возвращается к реке, и во время переправы через Клайд течение сбрасывает его с коня. Пока он тонет, Маргарет просыпается в своей постели, ранее услышав сквозь сон разговор Вилли с матерью. Мать говорит ей, что прогнала юношу прочь. Маргарет бежит на берег реки и вступает в быструю воду. На дне реки она находит тело Вилли и, коря обеих матерей за их злые сердца, сама становится утопленницей.
Хотя отдельные элементы сюжета баллады распространены в европейском фольклоре (мотивы вероломной матери и материнского проклятья), сам он специфичен для Шотландии.
Баллада начинается с того, что у Вилли идёт носом кровь, тогда как в средневековой литературе с конца XII века кровотечение из носа описывается как дурное предзнаменование. Этот же мотив присутствует в поздней балладе «Лорд Дервентуотер» (англ. Lord Derwentwater; Child 208).

## Русский перевод
Впервые балладу на русский язык под названием «Вилли и Маргарита» перевёл Михаил Илларионович Михайлов. Она была опубликована в журнале «Современник» (№ 7 за 1858 год). Под названием «Воды Клайда» её перевёл Игнатий Михайлович Ивановский.